# Stilian Petrov
Pour les articles homonymes, voir Petrov.
Stiliyan Alyoshev Petrov (Стилиян Альошев Петров en bulgare), né le 5 juillet 1979 à Sofia, est un footballeur international bulgare qui évolue au poste de milieu de terrain.
Il détient le record de sélections avec l'équipe de Bulgarie avec 105 capes. 

## Biographie

### En club

#### CSKA Sofia
Né à Montana, dans le nord-ouest de la Bulgarie, Petrov commence sa carrière dans le club de sa ville, le PFC Montana. À l'âge de 18 ans, il est repéré par les représentants du CSKA Sofia qu'il rejoint en 1996. Le montant du transfert est de 30 000 euros. En 1997, il fait ses premières armes (5 matchs durant sa première saison) au sein de cette équipe qui fait le doublé Coupe - Championnat de Bulgarie. Deux ans plus tard, il remporte une nouvelle Coupe de Bulgarie en battant en finale Litex Lovetch (1-0). Après 3 saisons et 43 matchs (9 buts), Petrov quitte le CSKA pour le championnat écossais.

#### Celtic Glasgow
Durant l'été 1999, le Bulgare rejoint les rangs du Celtic Glasgow pour 2 millions de livres. Il dispute 29 rencontres avec les verts et blancs lors de sa première saison et gagne le premier trophée d'une longue liste avec le club catholique, une Coupe de la Ligue (2-0 en finale face au Aberdeen FC). Ses débuts sont pourtant difficiles avec son club, la barrière de la langue le gênant énormément pour s'exprimer totalement en dehors et sur le terrain. Mais il s'améliore dans ce domaine et parvient à s'imposer petit à petit dans l'équipe managée par Martin O'Neill, qui succède au duo Barnes-Dalglish. 
Sous ses ordres, il réalise une bonne seconde saison, inscrivant 8 buts en 38 matchs (dont 7 buts en 28 matchs de championnat) dont un lors de l'éclatante victoire lors du derby face au Rangers (6-2) le 27 aout 2000. Cette saison-là, le Celtic est Champion d'Écosse et Petrov décroche le titre de meilleur Jeune du championnat (SPFA Young Player of the Year) décerné par l'association des joueurs professionnels du pays, qui pour la première fois en plus de 20 ans d'existence est attribué à un joueur étranger. 
Nouveau titre de Champion en 2002, année ou le Bulgare brille particulièrement dans l'entrejeu de l'équipe. La troisième saison, Petrov ne gagne rien mais il brille à titre individuel (14 buts en 50 matchs) et avec les siens sur la scène européenne. Le Celtic Glasgow atteint en effet la finale de la Coupe UEFA 2002-2003 battu à Séville par le Futebol Clube do Porto (3-2) après un très beau parcours ou les Écossais éliminent Marijampolė, Blackburn, le Celta Vigo, le VfB Stuttgart, Liverpool et Boavista. En 2003, Petrov obtient la distinction de meilleur joueur bulgare de l'année.
Les deux saisons suivantes, il reste l'un des joueurs clés de l'équipe. Durant cette période, il remporte deux autres Coupes de la Ligue et un troisième titre de champion à l'issue de la saison 2003-2004. 
En 2005-2006, Petrov ne remporte "qu'" une Coupe d'Écosse mais il est désigné meilleur joueur de l'effectif à l'issue d'un exercice ou il inscrit 12 buts en 50 matchs.
L'édition suivante du championnat (2005-2006) est marquée au Celtic par l'arrivée de Gordon Strachan à la tête de l'équipe. Le début de saison est catastrophique pour les verts et blancs (défaite 5-0 notamment face aux Slovaques du FC Petržalka 1898 pour les débuts de Strachan) mais Petrov (10 buts en 43 matchs) et ses coéquipiers finissent en boulet de canon, décrochant le doublé Titre - Coupe de la Ligue.
Durant l'été 2006, Stilian Petrov accepte l'offre de son ancien mentor, Martin O'Neill, manager de l'équipe d'Aston Villa Football Club et rejoint le championnat d'Angleterre après trois journées. Le montant du transfert est de 6,5 millions de livres (8 millions avec les bonus).
Au Celtic, Petrov joua 312 rencontres (65 buts) en 8 saisons, décrochant 4 titres de champions et 6 trophées nationaux (3 Coupes de la Ligue et 3 Coupes d'Écosse).

#### Aston Villa

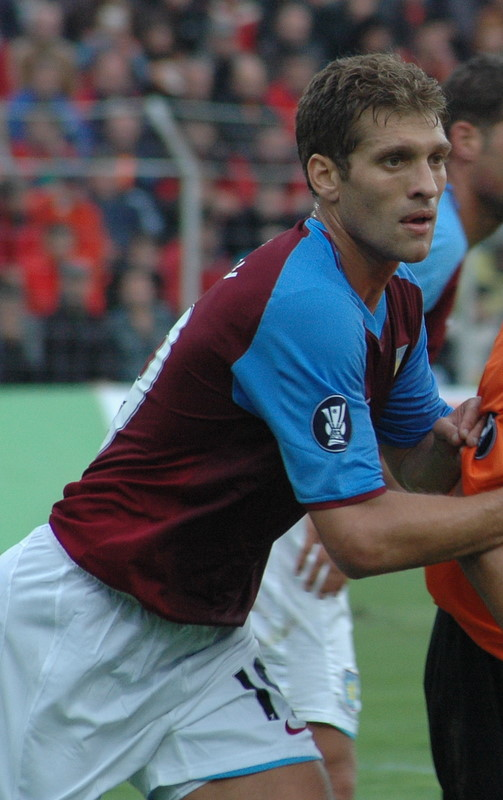
Stilian Petrov sous le maillot d'Aston Villa en 2008.

À Aston Villa, il retrouve Didier Agathe, Chris Sutton et Shaun Maloney qu'il a côtoyé au Celtic, et surtout Martin O'Neill, ex-entraîneur du club des Celts pendant cinq saisons. 
Il réalise ses débuts face à West Ham le 10 septembre 2006 (1-1 score final). Il dispute 34 matchs lors de sa première saison sous le maillot des Villans, inscrivant son premier but face à Sheffield United (2-2) le 11 décembre 2006. 
Les deux premières années sont plutôt difficiles pour le Bulgare puisqu'il n'inscrit que 3 buts en 65 rencontres avec le club de Birmingham. Pourtant, le 12 avril 2008, il inscrit l'un des plus beaux buts de la saison sur la pelouse de Derby County (6-0) en réalisant un lob de plus de 35 mètres sur le gardien.
Au début de l'édition 2008-2009, Petrov semble s'imposer dans l'équipe-type de Villa en commençant les 6 premiers matchs de l'année. Il obtient d'ailleurs le brassard de capitaine pour la première fois lors de la rencontre de Ligue Europa face à Litex Lovech (3-1) le 2 octobre 2008 et marque l'un des buts de son équipe ce jour-là.
En mai 2009, grâce à son abattage au milieu de terrain, Petrov est élu joueur de la saison 2008-2009 par les supporters. Quelques semaines plus tard, en mai 2009, il prolonge son contrat avec les Villans jusqu'en 2013. Au début de la saison 2009-2010, à la suite de la retraite du Danois Martin Laursen, il devient définitivement le capitaine de l'équipe menant celle-ci à la 6e place en mai 2007, en demi-finale de la FA Cup et en finale de Carling Cup (battu par Manchester United 1-2).
Gérard Houllier prend la tête d'Aston Villa durant l'été 2010 mais il maintient sa confiance comme capitaine à Petrov qui a pourtant disputé moins de match la saison précédente (29 matchs). Le 26 février 2011, il dispute son 150e match de Premier League face à Blackburn (4-1) puis son 200e face à Sunderland (2-2) le 29 octobre 2011.
À 32 ans, le 30 mars 2012, les médecins d'Aston Villa, lui diagnostiquent une leucémie aiguë. À la suite de cette annonce et afin de se soigner, il décide le 31 mars de mettre un terme à sa carrière.
Son agent annonce un peu plus tard que Petrov ne stoppe pas sa carrière mais qu'il met cette dernière entre parenthèses pour se soigner. En mai 2013, il annonce sa retraite sportive.
Le 23 juin 2016, Aston Villa annonce que l'attaquant bulgare est intégré à l'effectif de l'équipe première lors de la tournée estivale de pré-saison. Il participe aux entraînements ainsi qu'aux premiers matchs de préparation mais ne se voit pas proposer de contrat de joueur, comme l'annonce le club le 20 août 2016. Roberto Di Matteo lui offre cependant la possibilité de rester au club en lui proposant un rôle au sein du club mais ceci ne se conclut pas.

### En sélection

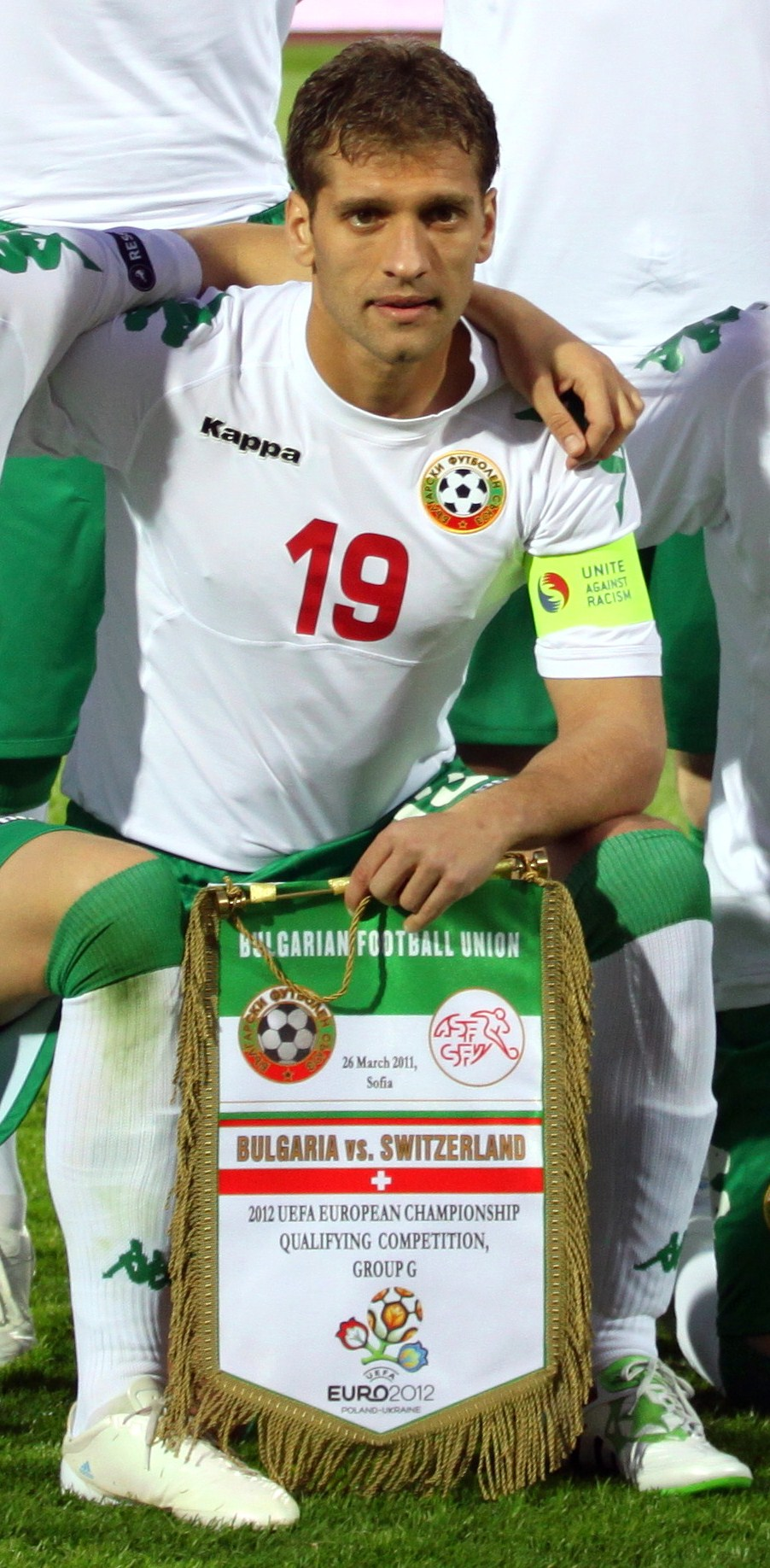
Stilian Petrov, le 26 mars 2011, lors du match Bulgarie-Suisse comptant pour le groupe G de la phase qualificative à l'Euro 2012.

Petrov connait sa première sélection avec la sélection bulgare le 23 décembre 1998 lors d'une rencontre amicale à Agadir face au Maroc (1-4). Il inscrit son premier but le 29 mars 2000 face à la Biélorussie (4-1). 
Il fait partie du groupe bulgare qui dispute l'Euro 2004 au Portugal et joue deux matchs face à la Suède (0-5) et au Danemark (0-2), rencontre durant laquelle Petrov se fait expulser après avoir reçu deux cartons jaunes. Les Bulgares finissent à la dernière place et sont piteusement éliminés dès le premier tour de la compétition. Ce sera sa seule participation à la phase finale d'un grand championnat international.
Devenu l'un des piliers de l'équipe depuis plusieurs années, au point d'en devenir le capitaine, il annonce, en octobre 2006 et à 27 ans seulement la fin de sa carrière internationale. Cette annonce fait suite à l'arrivée de Hristo Stoichkov au poste de sélectionneur. Mais Petrov revient sur sa décision en mars 2007, perdant en passant le brassard de capitaine au profit de Dimitar Berbatov et cela jusqu'en 2010, date de sa décision de retraite internationale. Petrov retrouve de nouveau son bien et fête ainsi sa 100e sélection face à la Suisse (0-0) lors de la phase éliminatoire de l'Euro 2012.

## Palmarès

### En club
- Champion de Bulgarie en 1997 avec le CSKA Sofia
- Champion d'Écosse en 2001, en 2002, en 2004 et en 2006 avec le Celtic Glasgow
- Vainqueur de la Coupe de Bulgarie en 1997 et en 1999 avec le CSKA Sofia
- Vainqueur de la Coupe d'Écosse en 2001, en 2004 et en 2005 avec le Celtic Glasgow
- Vainqueur de la Coupe de la Ligue en 2000, en 2001 et en 2006 avec le Celtic Glasgow
- Finaliste de la Coupe de l'UEFA en 2003 avec le Celtic Glasgow
- Finaliste de la Coupe de la Ligue en 2010 avec Aston Villa

### EnÉquipe de Bulgarie
- 106 sélections et 8 buts entre 1998 et 2012
- Participation au Championnat d'Europe des Nations en 2004 (Premier Tour)

### Distinctions individuelles
- Élu meilleur joueur bulgare de l'année en 2003
- Élu meilleur jeune joueur du championnat (SPFA Young Player of the Year) en 2001
- Désigné joueur du Celtic de l'année 2005 par les supporters du club
- Désigné joueur de Aston Villa de l'année 2009 par les supporters du club

## Autobiographie
En 2005, aidé par Mark Guidi, journaliste du Sunday Mail, un journal écossais, Stilian Petrov sort son autobiographie, You Can Call Me Stan en référence à Stan, diminutif de son prénom et l'un de ses surnoms en Grande-Bretagne.